# Ospedaletto
Ospedaletto – miejscowość i gmina we Włoszech, w regionie Trydent-Górna Adyga, w prowincji Trydent.
Według danych na rok 2004 gminę zamieszkiwały 832 osoby, 52 os./km².